# M'Chouneche (distrito)
M'Chouneche é um distrito localizado na província de Biskra, Argélia.[carece de fontes?] O distrito contém apenas a cidade-capital M'Chouneche.